# Transitivité en japonais
Souvent les verbes japonais fonctionnent par paire de verbe transitif tadōshi (他動詞) et verbe intransitif jidōshi (自動詞). De manière générale, le verbe transitif est un verbe d'action qui admet un complément d'objet direct, indiqué par la particule を et le verbe intransitif est un verbe d'état, dont le sujet est désigné par la particule が.
Lorsque le verbe est intransitif, cela signifie que le sujet subit l'action. Lorsqu'il est transitif, cela signifie que le sujet ne subit pas l'action, mais qu'il fait subir l'action.
- Exemples :
  - intransitif : Teeburu ga kowaremashita (テーブルが壊れました?, « La table s'est cassée ») ;
  - transitif : Watashi wa teeburu o kowashimashita (私はテーブルを壊しました?, « J'ai cassé la table »).

## Généralités
Il se peut qu'un verbe ne soit pas complètement transitif ni intransitif comme ひらく (ouvrir) :
- 本を開く : ouvrir un livre ;
- 店を開く : ouvrir un magasin ;
- 店が開く : le magasin ouvre ;
- 花が開く : la fleur éclot.

## Liste de verbes
Le sens des verbes proposé ci-dessous représente seulement le concept sémantique du verbe. Par exemple : o.tosu (落とす, faire tomber) → bakudan o o.tosu (爆弾を落とす, larguer des bombes).

### -Iru/ -osu
| ローマ字       | 自動詞 (intransitif)  | 他動詞 (transitif)       |
| -------------- | --------------------- | ------------------------ |
| okiru / okosu  | 起きる (se réveiller) | 起こす (réveiller)       |
| ochiru / otosu | 落ちる (tomber)       | 落とす (faire tomber)    |
| oriru / orosu  | 降りる (descendre)    | 降ろす (faire descendre) |

### -Aru/ -eru
| shimaru / shimeru     | 閉まる (se fermer)        | 閉める (fermer)      |
| agaru / ageru         | 上がる (être en hausse)   | 上げる (augmenter)   |
| sagaru / sageru       | 下がる (être en baisse)   | 下げる (baisser)     |
| kakaru / kakeru       | 掛かる (être pendu)       | 掛ける (pendre)      |
| hajimaru / hajimeru   | 始まる (commencer)        | 始める (commencer)   |
| atatamaru / atatameru | 温まる (se réchauffer)    | 温める (chauffer)    |
| mitsukaru / mitsukeru | 見つかる (être découvert) | 見つける (localiser) |
| tomaru / tomeru       | 止まる (stopper)          | 止める (arrêter)     |
| magaru / mageru       | 曲がる (se courber)       | 曲げる (plier)       |
| tsutawaru / tsutaeru  | 伝わる (se propager)      | 伝える (propager)    |
| ataru / ateru         | 当たる (être frappé)      | 当てる (heurter)     |

### -U/ -eru
| aku / akeru        | 開く (s'ouvrir)           | 開ける (ouvrir)          |
| tatsu / tateru     | 立つ (être dressé)        | 立てる (ériger)          |
| sodatsu / sodateru | 育つ (élever)             | 育てる (s'occuper de)    |
| narabu / naraberu  | 並ぶ (se mettre en rangs) | 並べる (mettre en rangs) |
| tsuku / tsukeru    | 付く (s'allumer)          | 付ける (allumer)         |

### -Eru/ -u
| kireru / kiru | 切れる (être coupé) | 切る (couper)  |
| yakeru / yaku | 焼ける (brûler)     | 焼く (brûler)  |
| wareru / waru | 割れる (se diviser) | 割る (diviser) |
| oreru / oru   | 折れる (se plier)   | 折る (plier)   |

### -Eru/ -asu
| deru / dasu     | 出る (sortir)          | 出す (faire sortir)      |
| hieru / hiyasu  | 冷える (se rafraîchir) | 冷やす (refroidir)       |
| tokeru / tokasu | 溶ける (fondre)        | 溶かす (faire fondre)    |
| nareru / narasu | 慣れる (s'habituer)    | 慣らす (habituer)        |
| yureru / yurasu | 揺れる (trembler)      | 揺らす (faire trembler)  |
| fueru / fuyasu  | 増える (augmenter)     | 増やす (faire augmenter) |

### -U/ -asu
| ugoku / ugokasu   | 動く (se déplacer)   | 動かす (déplacer)       |
| kawaku / kawakasu | 乾く (sécher)        | 乾かす (faire sécher)   |
| heru / herasu     | 減る (diminuer)      | 減らす (faire diminuer) |
| sumu / sumasu     | 済む (être accompli) | 済ます (conclure)       |
| suku / sukasu     | 透く (être espacé)   | 透かす (espacer)        |
| waku / wakasu     | 沸く (bouillir)      | 沸かす (faire bouillir) |

### -Reru/ -su
| nagareru / nagasu | 流れる (couler)      | 流す (faire couler)   |
| yogoreru / yogosu | 汚れる (se salir)    | 汚す (salir)          |
| kowareru / kowasu | 壊れる (se casser)   | 壊す (casser)         |
| koboreru / kobosu | 零れる (déborder)    | 零す (renverser)      |
| taoreru / taosu   | 倒れる (s'effondrer) | 倒す (mettre à terre) |

### -Ieru/ -esu
| kieru / kesu | 消える (s'effacer) | 消す (effacer) |

### -Oru/ -osu
| tooru / toosu   | 通る (passer à travers) | 通す (faire passer)    |
| nokoru / nokosu | 残る (rester)           | 残す (laisser de côté) |
| naoru / naosu   | 直る (être corrigé)     | 直す (corriger)        |
| okoru / okosu   | 起こる (se produire)    | 起こす (produire)      |